# Овалы (альбом)
«Овалы» — сольный альбом Вячеслава Бутусова, бывшего солиста группы Nautilus Pompilius.

### Список композиций
| Трек | Название      | Время |
| ---- | ------------- | ----- |
| 1    | Звёздочка     | 4:14  |
| 2    | Вертолёт      | 3:49  |
| 3    | Птица-паровоз | 3:02  |
| 4    | Песня о песне | 2:02  |
| 5    | Скважина      | 3:49  |
| 6    | Звезда поэта  | 4:05  |
| 7    | Берег         | 4:05  |
| 8    | Три поросёра  | 3:53  |
| 9    | Бибигон-2     | 3:06  |
| 10   | Венера        | 2:11  |
| 11   | B.C.O.C.      | 2:58  |
| 12   | Конь          | 4:28  |

Песня «Берег» стала саундтреком к фильму «Война».

### Технический персонал
- Вячеслав Бутусов — музыка, слова, вокалы, гитары, овалы
- Олег Сакмаров — флейты, кларнеты, фортепиано, пиччикато, овалы, хор
- Александр — запись, звукостроение, барабаны
- Олег — очеловечивание компьютера, ассистирование, овалы
- Анжелика — хор
- Ксения Бутусова — хор
- Александр — хор, свистулька, компетентность
- Мастеринг — Radio FMsingle, SBIRecords, Paul Faster
- запись — Студия «Добролет» Санкт-Петербург 1998

## Реакция
Альбом, который сам Бутусов охарактеризовал как «детский», при этом считая одной из своих лучших работ, вызвал разочарование у многих поклонников Наутилуса, так Леонид Шевченко в Знамени писал:  
«В общем-то ничего нового и интересного: умирает молодость, пропадает голос — и вчерашний, простите великодушно за выражение, революционер и нонконформист становится раздобревшим бесконфликтным дядькой (“папиком”) и тихонько так, душевно мурлычет гладкие необидные песенки».
Радиф Кашапов на портале Звуки.ру обратил внимание на неожиданно позитивное звучание альбома, а Сергей Курий, характеризуя альбом то как инфантильный, то как интересный, отмечает, что настоящий успех у слушателя к Бутусову без Наутилуса пришёл вместе со следующим альбомом Элизобарра-Торр.
Людмила Ребрина в рецензии для журнала Fuzz (№11/2004) отметила: «Вячеслав Бутусов обречен. Каждый его новый альбом неизбежно сравнивают со старыми дисками Наутилуса. В «Овалах» Бутусов честно пытался сделать что-то в «своем» стиле, через себя».